# Barbora Tomešová
Barbora Tomešová (ur. 8 listopada 1986 w Libercu) – czeska biathlonistka, jej największym sukcesem są 8. miejsca w sztafecie w czasie Mistrzostw Świata Juniorów w 2007 i 2008 roku.

## Osiągnięcia

### Mistrzostwa Europy
| Rok  | Miejsce    | IN | SP | PU | MS | RL |
| 2008 | Nové Město | 51 |    |    |    |    |
| 2009 | Ufa        | 8  | 25 | 22 |    |    |

### Mistrzostwa Świata Juniorów
| Rok  | Miejsce              | IN | SP | PU | MS | RL |
| 2005 | Kontiolahti          | 46 | 27 | 25 |    |    |
| 2006 | Presque Isle         | 9  | 32 | 36 |    | 8  |
| 2007 | Martell-Val Martello |    | 39 | 31 |    | 8  |

IN – bieg indywidualny, SP – sprint, PU – bieg pościgowy, MS – bieg ze startu wspólnego, RL – sztafeta

### Puchar Świata

#### Miejsca w klasyfikacji generalnej
| Sezon     | Miejsce |
| --------- | ------- |
| 2009/2010 | 97.     |
| 2010/2011 | 64.     |